# Gimmlitz
Die Gimmlitz ist ein rund 25 km langer, rechter bzw. östlicher Nebenfluss der Freiberger Mulde in Sachsen, Deutschland.

## Verlauf
Er entspringt am Waldrand des Töpferwaldes unweit der 805 m hohen Schickelshöhe zwischen Hermsdorf/Erzgeb. und Holzhau an der Kreisgrenze und Grenze des Naturparks Erzgebirge/Vogtland. Vorbei an der Weicheltmühle und weiteren Wassermühlen schlängelt sich der Fluss durch das Gimmlitztal, umfließt den Burgberg Lichtenberg, speist die Talsperre Lichtenberg und fließt in Lichtenberg unweit der ehemaligen Wasserburg Lichtenberg in die Freiberger Mulde.

## Hochwasser
Die anliegenden Orte der Gimmlitz waren von der Jahrhundertflut 2002 betroffen. Da befürchtet wurde, dass die Talsperre Lichtenberg dem Druck des Wassers nicht standhält, wurden Teile des Orts Lichtenberg für kurze Zeit evakuiert.